# Novo Repartimento
Novo Repartimento – miasto i gmina w Brazylii, w stanie Pará. Znajduje się w mezoregionie Sudeste Paraense i mikroregionie Tucuruí.